# The Grey Album

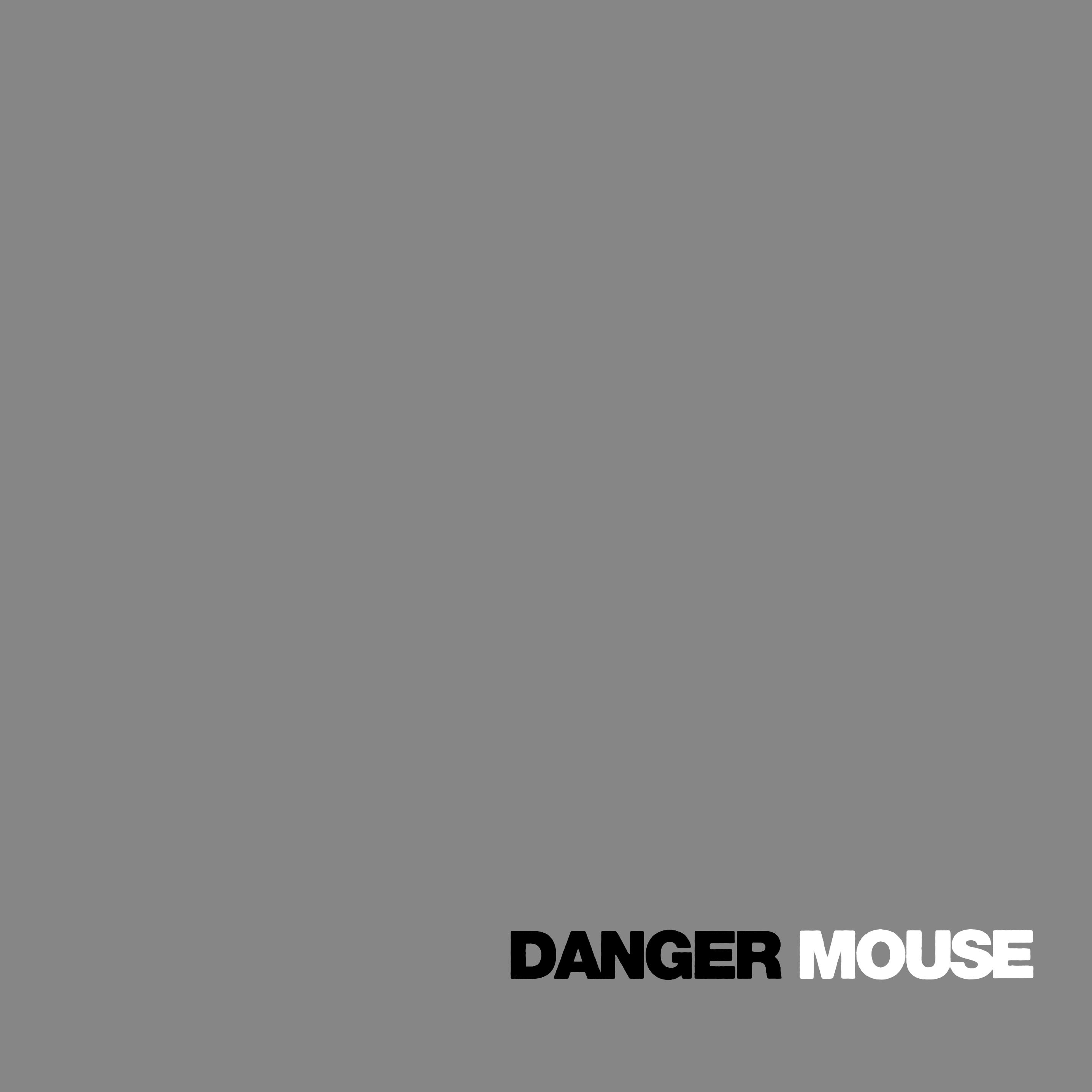
Danger Mouse - The Grey Album.

The Grey Album é um álbum de mashup feito por Danger Mouse, lançado em 2004 nos EUA. Ele usa uma versão a cappella do rapper Jay-Z extraídos do Black Album com instrumentais criados a partir de uma multiplicidade de samples não autorizados do LP "The Beatles", da banda britânica homônima, comumente conhecido como "The White Album" (em português, Álbum Branco). The Grey Album ganhou notoriedade devido à resposta pela EMI na tentativa de interromper sua distribuição, apesar da aprovação do projeto por parte de Jay-Z, Paul McCartney, e de Ringo Starr.

## História
Danger Mouse lançou o "The Grey Album" em quantidades limitadas para alguns "outlets" de internet. Devido ao grau de atenção que o mashup recebeu por parte do público, a gravadora EMI, detentora dos direitos autorais dos Beatles, ordenou Danger Mouse e varejistas a cessar a distribuição do álbum. Porém, com a popularidade da obra de Danger Mouse, isso não aconteceu. Danger Mouse nunca pediu permissão para usar o material dos Beatles, e tentou limitar a produção do álbum a 3.000 cópias. Já o áudio de Jay-Z, por outro lado, foi lançado no mercado em formato a capella. Apesar de o trabalho usufruir de direitos autorais, foi lançado com o objetivo implícito de incentivar mashups e remixes.
O álbum tornou-se rapidamente popular e amplamente distribuído através da Internet, graças à sua publicidade. Ele também chamou a atenção da crítica especializada; ele recebeu uma resenha muito positiva em 9 de fevereiro de 2004 da revista The New Yorker e foi nomeado o melhor álbum de 2004 pela Entertainment Weekly. A crítica anual The Village Voice's Pazz and Jop ranqueou o álbum em décimo lugar em 2004.
A Grey Album é um dos muitos álbuns de remixes do "The Black Album", estimulados pela libertação de Jay-Z das gravações a capella. Os produtores Kno (do Cunninlynguists) e Kev Brown antes haviam lançado seus próprios álbuns de remixes com temática de cores, intitulados The White Al-bu-lum e The Album Brown, respectivamente. Um remix de Pete Rock do álbum foi distribuído e também lançado pela Good Foot Records, mas o álbum foi realmente um mash up com batidas de seu álbum Pete Strumentals lançado anteriormente. A distribuição de Internet do The Grey Album estimulou uma série de DJs e artistas de mashup amadores para misturar a versão de The Black Album com uma variedade de outros artistas, incluindo Weezer,  Madlib,  Pavement,  Prince,  Metallica,  Radiohead, Modest Mouse, e Wu-Tang Clan. 
Foi feita uma Artwork suplemental para as versões posteriores do álbum de Justin Hampton após o seu lançamento.

#### Grey Tuesday
Traduzido como "Terca-Feira Cinzenta", foi um dia de desobediência civil eletrônica coordenada em 24 de fevereiro de 2004. Liderados por Downhill Battle, um grupo de ativistas que buscavam reestruturar a indústria da música, os sites que participavam lançaram cópias do The Grey Album para download gratuito em seus sites por 24 horas em protesto contra as tentativas de EMI para evitar qualquer distribuição deste trabalho sem licença. Este protesto surgiu da opinião de que o processo de amostragem de músicas é de uso justo e que uma licença legal deveria ser fornecida da mesma maneira como se fosse uma versão cover da canção.
Centenas de web sites participaram e cerca de 170 disponibilizaram o álbum para download. Mais de 100.000 cópias foram baixadas nesse dia só.
As repercussões legais do protesto eram mínimas; um número de participantes recebeu algumas cartas para cessar e desistir, mas nenhuma acusação foi feita em conexão com o evento.

#### The Grey Video
Traduzido como "o vídeo Cinza", The Grey Video é um vídeo da música feito no outono de 2004, pela equipe de diretores Ramon & Pedro, junto com os diretores suíços Laurent Fauchere e Antoine Tinguely, para promover o single "Encore". Inteiramente em preto e branco, ele apresenta trechos do filme dos Beatles "A Hard Day's Night" e uma gravação de um show de Jay-Z. Ele usa novas cenas e imagens geradas por computador para criar cenas que envolvem John Lennon fazendo movimentos de breakdance e Ringo Starr se coçando. Ela começa com um show dos Beatles em frente às câmeras e uma plateia ao vivo. Ringo Starr começa a tocar partes de "Glass Onion" entre 1:00 e 1:08. John Lennon começa a cantar enquanto George Harrison e Paul McCartney balançam a cabeça com a batida. Depois de alguns instantes, os monitores no estande do diretor começam a piscar, mostrando cenas do clipe original "Encore", de Jay-Z, e as letras do refrão começam a aparecer por trás do grupo. A bateria de Starr se transforma em um conjunto de toca-discos e mixer e ele começa a arranhar, enquanto John continua a cantar "Oh, yeah!" como as amostras de "Glass Onion".
Enquanto "Encore" se move para o segundo verso, a batida muda para uma amostra de "Savoy Truffle". O corpo de John Lennon começa um breakdance, levando a um headspin. McCartney e Harrison são substituídos por dois dançarinos. A dupla de "Lennons" faz um backflip para fora da tela, e a peruca sai voando. O baterista vai embora e as luzes se apagam gradualmente.
O vídeo não está disponível comercialmente, mas tornou-se popular através da Internet. Devido às questões legais que cercam o uso de material com direitos autorais, o vídeo é mostrado com o aviso de que ele foi feito apenas para fins não comerciais e experimentais. Diferenças de qualidade de imagem são evidentes, no entanto, como a filmagem original dos Beatles foi retirada do filme, a gravação adicionada foi feita em vídeo digital, com qualidade de imagem inferior.

### Produção
Brian Burton (Danger Mouse) é citado como autor deste parágrafo:
"Um monte de gente pode apenas supor que eu peguei um pouco de Beatles e, você sabe, jogou um pouco de Jay-Z em cima dela ou misturado para cima ou fiz um loop ao redor, mas é realmente uma desconstrução. Não é uma coisa fácil de fazer. Fiquei obcecado com todo o projeto, isso é tudo o que eu estava tentando fazer, ver se eu poderia fazer isso. Uma vez dentro dele, eu não pensava em nada além de terminá-lo. Eu me prendi a esses dois artistas porque eu pensei que seria mais desafiador e mais divertido e mais que uma instrução de o que você poderia fazer com amostras sozinho. É uma forma de arte. É música. Você pode fazer coisas diferentes, e isso não tem a ver com o que algumas pessoas chamam de roubar. Pode ser muito mais do que isso. "
Burton também comentou longamente sobre a criação de The Grey Album em 2007 documentário dinamarquês chamado Good Copy Bad Copy: A documentary about the current state of copyright and culture.